# Typhlamphiascus typhloides
Typhlamphiascus typhloides är en kräftdjursart som först beskrevs av Sars 1911.  Typhlamphiascus typhloides ingår i släktet Typhlamphiascus och familjen Diosaccidae. Inga underarter finns listade i Catalogue of Life.